# Hedi Slimane

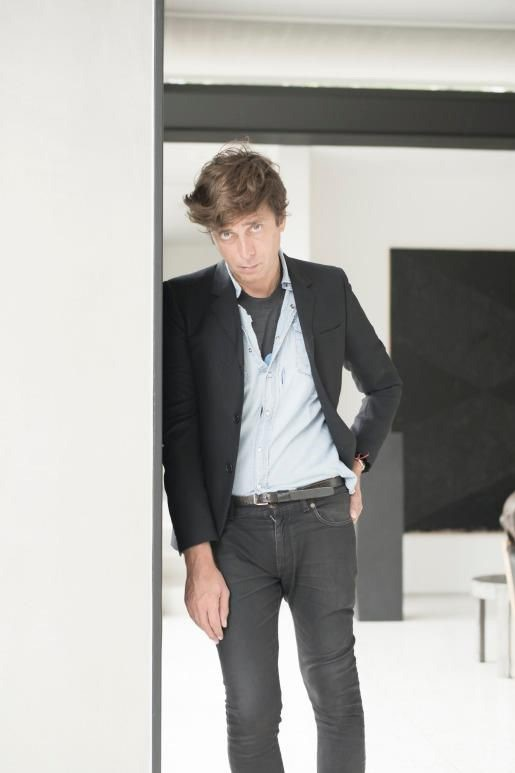
Hedi Slimane (2015)

Hedi Slimane (* 5. Juli 1968 in Paris) ist ein französischer Modedesigner, Künstler und Fotograf.
Im Laufe seiner Karriere war Slimane neben anderen Tätigkeiten bislang Chefdesigner der französischen Modefirmen Dior Homme, Yves Saint Laurent und Céline.

## Leben
Der Sohn eines Tunesiers und einer Italienerin studierte zunächst Journalismus, dann Politik und Kunstgeschichte an der École du Louvre in Paris. Von 1989 bis 1992 arbeitete Slimane als freiberuflicher Art Director und als Modelscout für den Pariser Modedesigner José Levy und dessen damals neu gegründete Modemarke (2003 eingestellt). Dort traf Slimane auf den in der Pariser Modewelt gut vernetzten Mode- und PR-Manager Jean-Jacques Picart, der unter anderem geholfen hatte, die Marke Christian Lacroix zu lancieren, und wurde 1992 Picarts Assistent. Picart stellte den Kontakt zu Bernard Arnault her, wodurch Slimane mit den Vorbereitungen zur 100-Jahr-Feier des Louis Vuitton Monogramms betraut wurde.
1996 holte das Modehaus Yves Saint Laurent den damals noch unbekannten Slimane ins Unternehmen und machte ihn zum Chef-Designer der Herrenkollektion. Saint Laurents Partner und Manager, Pierre Bergé, nahm Slimane, der nie eine Ausbildung als Modedesigner absolviert hatte, unter seine Fittiche. Als YSL-Designer schaffte Slimane den Durchbruch in der Modeszene; aufgrund seiner betont schmalen Schnitte und Silhouetten sowie einer ausgeprägten Taillierung setzte er neue Maßstäbe in der Herrenmode. Nach dem Verkauf des Unternehmens Yves Saint Laurent 1999 räumte Slimane Anfang 2000 seinen Posten. Er zog nach Berlin, wo er knapp zwei Jahre lang eine Wohnung besaß und unter anderem für die Kunst-Werke Berlin als Fotograf arbeitete.
Ab Ende des Jahres 2000 entwarf Slimane für die Gruppe LVMH als Chefdesigner des Modehauses Christian Dior die Herrenkollektionen Dior Homme. Sein Debüt gab er mit der Winterkollektion 2001/2002. Unter Slimanes Führung wurden die ehemals biedere Dior-Herrenmode auf moderne, schmal geschnittene Modekollektionen für eine junge Zielgruppe umgestellt und eigene Dior Homme Boutiquen etabliert. Vom Council of Fashion Designers of America erhielt Slimane 2002 den Preis als „Bester internationaler Modedesigner“. Karl Lagerfeld, ein Freund von Slimane, sagte selbst, dass er im Jahr 2001 durch eine radikale Diät innerhalb von 12 Monaten 42 Kilo abnahm, um die schmalen Anzüge von Dior Homme tragen zu können. Nachdem sich Dior mit Slimane 2007 nicht über eine Vertragsverlängerung einigen konnte, übernahm Slimanes ehemaliger Assistent, der Belgier Kris Van Assche, seine Nachfolge als Dior-Herrenmodedesigner. Slimane zog sich daraufhin nach Los Angeles zurück und betätigte sich als Fotograf.
Im März 2012 gab das Unternehmen Yves Saint Laurent bekannt, dass Slimane die kreative Leitung sowohl für die Herren- als auch für die Damenkollektionen bei YSL übernommen habe. Für Slimane wurde ein Designbüro in Los Angeles eingerichtet. Er führte die 1966 von Yves Saint Laurent gegründete Konfektions-Linie Saint Laurent Rive Gauche wieder historisch korrekt neu ein und benannte sie in Saint Laurent Paris um. Das Image des Hauses wurde entsprechend geändert. Slimane zeigte bei Saint Laurent seine gewohnt schmalen Silhouetten und bescherte dem Unternehmen Umsatzzuwächse von 353 Millionen Euro im Jahr 2011 auf 974 Millionen im Jahr 2015. Am 31. März 2016 gab Slimane seinen Posten bei Yves Saint Laurent auf, unter anderem weil er nicht die volle künstlerische Kontrolle über alle Produkte des Hauses hatte. In der Folgezeit beschäftigte sich Slimane, der zwischen seinen Wohnorten Paris und Los Angeles pendelt, mit diversen Ausstellungen in Museen weltweit. Nachdem Berichte über einen Rechtsstreit erschienen, in denen das Unternehmen Yves Saint Laurent bezichtigt wurde, Slimane zwischen 2015 und 2016 weniger als ein Zehntel seines vereinbarten 10-Millionen-Euro-Gehaltes gezahlt zu haben, wurde dem Designer im April 2018 von einem Pariser Gericht eine Entschädigung von 9,3 Millionen Euro zugesprochen.
Anfang 2018 gab LVMH bekannt, dass Slimane der neue „Artistic, Creative und Image Director“ bei Céline und damit Nachfolger von Phoebe Philo werde. Er werde die Gestaltung der Damenmode übernehmen, eine Couture- und Herrenmode-Kollektion sowie neue Parfüms lancieren und die Einrichtung neuer Céline-Boutiquen gestalten.

## Kontroverse
Hedi Slimane gilt als der "Size Zero"-Erfinder bei Männer-Models und steht daher in der Kritik, Magersucht und Essstörungen zu fördern. Size Zero, Größe Null, entspricht in Deutschland in etwa Anzugsgröße 42 bis 44, wohingegen Anzüge im Einzelhandel üblicherweise erst ab Größe 48 aufwärts erhältlich sind. Size zero bedeutet einen BMI von unter 18. Nach der Klassifikation der WHO sind Personen mit einem BMI unter 18 untergewichtig.

## Sonstiges
- Als ausgesprochener Indie-Rock-Fan ist Slimane in dieser Szene sehr verwurzelt. Er war bei der Gründung mehrerer Bands behilflich, fotografierte für das Cover diverser Alben (daraus entstand auch sein Fotobuch Stage über seine Eindrücke aus der Szene). Er ist mit Pete Doherty befreundet, entwirft die Bühnengarderobe für die Babyshambles und andere Bands und ist der bevorzugte Designer der Szene.
- Das Lied This Lamb Sells Condos von Owen Pallett/Final Fantasy handelt von Hedi Slimane.
- Die Punk-Band Keys to the Streets of Fear veröffentlichte ein Lied mit dem Namen Hedi Slimane.
- Eines der meistverkauften T-Shirts aus der Kollektion des Designers Henry Holland trägt den Slogan "CAUSE ME PAIN HEDI SLIMANE".
- Die Fotos verschiedener Cover von Lady-Gaga-Platten stammen von Hedi Slimane.[8]
- Slimane fotografierte 2009 die Frühjahr/Sommer-Männerkampagne von Prada.
- Hedi Slimane hat viele der Models für seine Shows auf der Straße angesprochen, einigen gelang der Durchbruch im Modelbusiness. Isaac Ferry, Sohn von Bryan Ferry, gab sein Debüt als Laufstegmodel im Alter von 16 Jahren auf einer Slimane-Show.
- 2007 kuratierte Slimane die Gruppenausstellung Sweet Bird of Youth unter anderem mit Werken von Slater Bradley, Dan Colen, Terence Koh, Douglas Kolk, Ryan McGinley, Steven Shearer, Hedi Slimane, Paul P. und Banks Violette bei Arndt & Partner in Berlin.[9] 2011 folgte die Ausstellung Myths and Legends of Los Angeles mit Arbeiten von John Baldessari, Ed Ruscha, Chris Burden, Sterling Ruby, Mark Hagen, and Patrick Hill bei der Galerie Almine Rech in Paris und Brüssel.

## Auszeichnungen
- 2002: International Designer des Council of Fashion Designers of America für Dior Homme

## Werke
- 2002 Intermission 1, Verlag Edizioni Charta Srl, ISBN 8881583747
- 2003 Berlin, Steidl Verlag, ISBN 3882439246
- 2004 Stage, Steidl Verlag, ISBN 3865210244
- 2005 London, Birth of a Cult, Steidl Verlag, ISBN 3865211690
- 2007 Portrait of a Performer: Courtney Love, Visionaire Publishing, ISBN 188864592X
- 2008 Rock Diary, JRP Ringier Verlag, ISBN 3905829606